# شارلوت بیلبا
شارلوت بیلبا (انگلیسی: Charlotte Bilbault؛ زادهٔ ۵ ژوئن ۱۹۹۰) بازیکن فوتبال اهل فرانسه است.
از باشگاه‌هایی که در آن بازی کرده‌است می‌توان به مرکز آکادمی فوتبال کلیر فونتین و باشگاه فوتبال زنان مون‌پلیه اشاره کرد.
وی همچنین در تیم‌های ملی فوتبال France women's national under-17 football team, France women's national under-19 football team, France women's national under-20 football team، و زنان فرانسه بازی کرده‌است.